# Leptorumohra
Leptorumohra es un género de helechos perteneciente a la familia  Dryopteridaceae. Contiene 10 especies descritas y de estas, solo 4 aceptadas.

## Taxonomía
El género fue descrito por (H. Itô) H.Itô  y publicado en Enumeratio Plantarum Javae 2: 241. 1828. La especie tipo es: Leptorumohra miqueliana (Maxim. ex Franch. & Sav.) H. Itô	

## Especies aceptadas
A continuación se brinda un listado de las especies del género Leptorumohra aceptadas hasta marzo de 2013, ordenadas alfabéticamente. Para cada una se indica el nombre binomial seguido del autor, abreviado según las convenciones y usos:
- Leptorumohra miqueliana (Maxim. ex Franch. & Sav.) H. Itô
- Leptorumohra mutica Czer. comb. nova
- Leptorumohra quadripinnata (Hayata) H. Itô
- Leptorumohra sinomiqueliana (Ching) Tagawa